# Jüdischer Friedhof Arnsberg
Der Jüdische Friedhof Arnsberg entstand 1847. Die vermutlich letzte Bestattung fand 2008 statt. Das Gelände steht unter Denkmalschutz. 

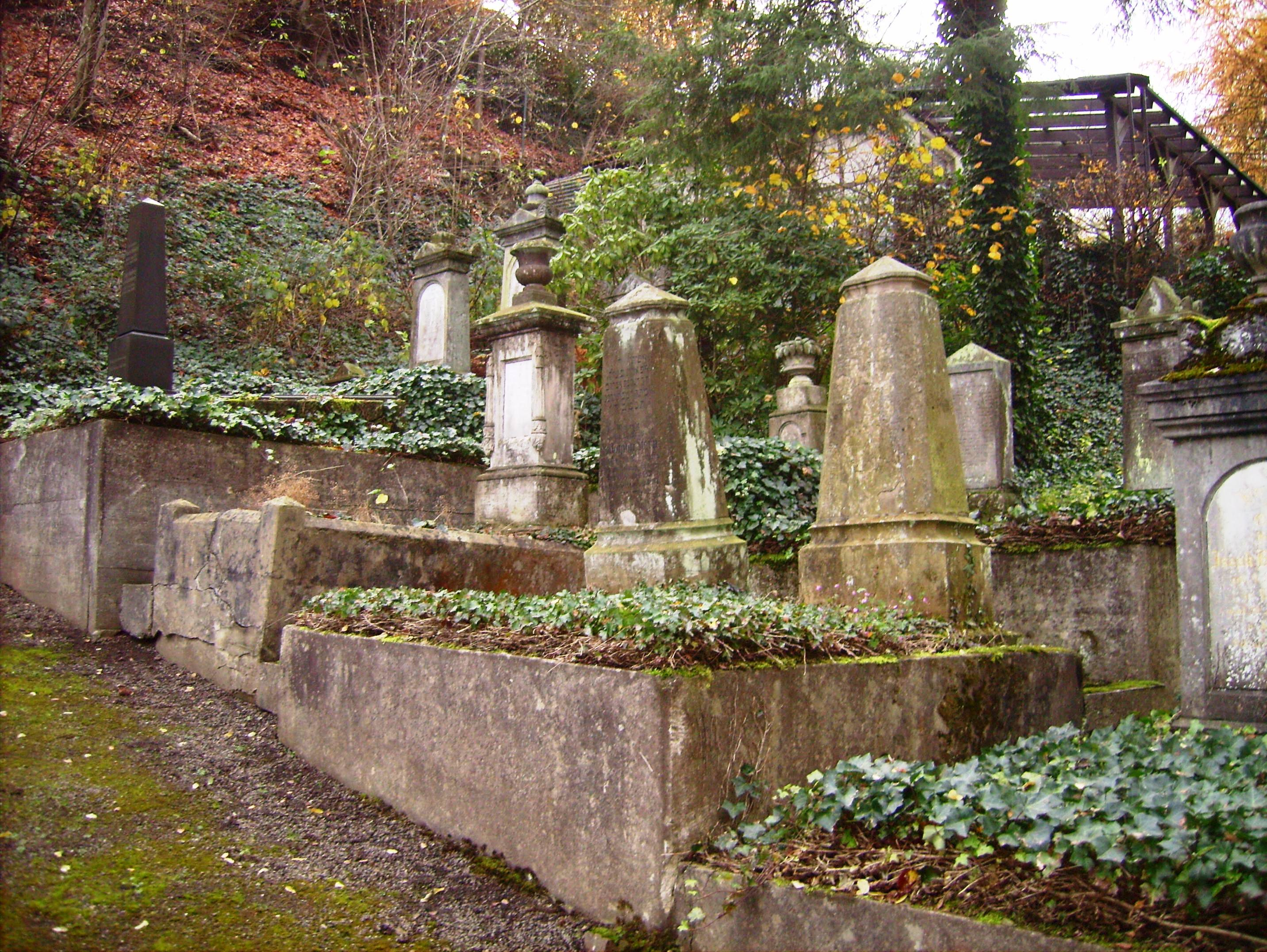
Teilansicht

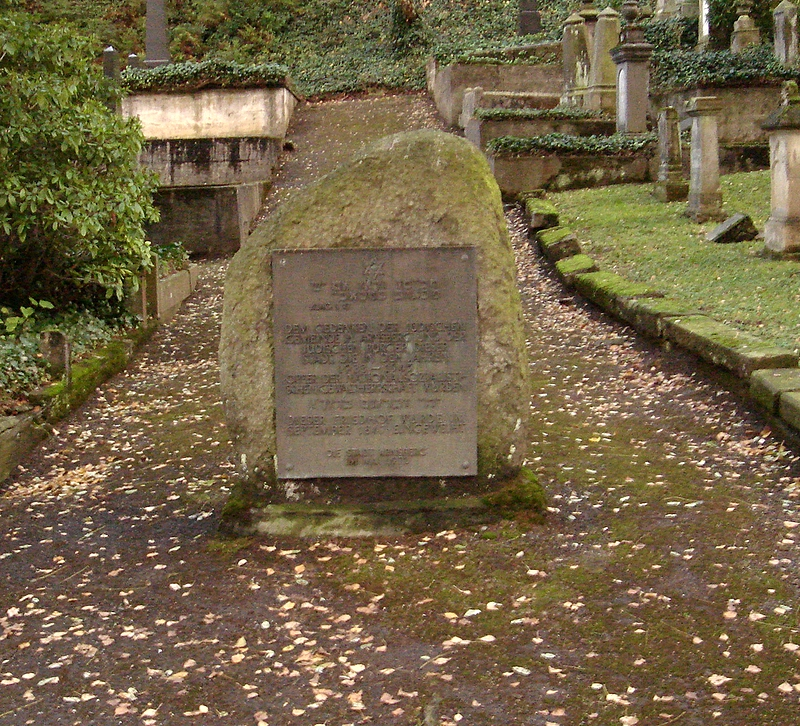
Gedenkstein

## Geschichte
Bis zum Ende des Herzogtums Westfalens wurden keine Juden in Arnsberg geduldet. Dies änderte sich mit dem Übergang an Hessen-Darmstadt. Erste jüdische Familien ließen sich um 1810 in der Stadt nieder. In den ersten Jahrzehnten wurden die Verstorbenen der jungen jüdischen Gemeinde auf dem Friedhof in Hüsten beigesetzt. Als im Jahr 1824 eine Verstorbene in Hüsten beigesetzt werden sollte, kam es zum Streit mit der Hüstener jüdischen Gemeinde, die diese Beisetzung verweigern wollte, weil die Arnsberger nicht mehr der Hüstener Synagogengemeinde angehörten. Um weitere derartige Konflikte zu vermeiden, wies die Arnsberger Regierung den Landrat und die Stadt Arnsberg an, einen eigenen Begräbnisplatz auszuweisen. Ursprünglich war ein Grundstück im Eichholz vorgesehen. Dazu kam es aus unbekannten Gründen aber nicht. In den folgenden Jahrzehnten wurden die Toten weiterhin in Hüsten bestattet. 
Erst 1847 kam es zur Anlage des Friedhofes am Alten Kuhweg am Seltersberg, damals weit außerhalb der Stadt. Noch im selben Jahr fand die erste Bestattung auf dem 15,07 Ar großen Grundstück statt. Bei der ersten Toten, deren Grabstein heute noch erhalten ist, handelte es sich um Caroline Neuwahl (geb. Eichwald). Ihr Grabstein trägt auf der Vorderseite eine hebräische und auf der Rückseite eine deutschsprachige Inschrift. 
Der Friedhof war zunächst noch offiziell im Besitz einiger jüdischer Bürger, ehe er 1886 ganz in das Eigentum der Synagogengemeinde überging. Im Jahr 1901 hat die Gemeinde eine Friedhofsordnung erstellt. Danach wurden dort nicht nur die jüdischen Einwohner Arnsbergs, sondern auch die aus Oeventrop und Freienohl bestattet. Der Friedhof war neben der Synagoge ein zentraler Teil der Gemeinde. 
In der Zeit des Nationalsozialismus wurde er geschändet, Grabsteine wurden umgeworfen oder zerschlagen. Die letzte Beisetzung fand 1938 statt. Die jüdischen Einwohner emigrierten oder wurden in die Vernichtungslager deportiert. Offiziell blieb die jüdische Gemeinde bis 1943 im Besitz des Grundstückes, danach ging es auf die Reichsvereinigung der Juden in Deutschland über. Ein zuvor vereinbarter Zwangsverkauf an die Stadt Arnsberg blieb offenbar folgenlos. Während des Krieges diente das Gelände zur Bestattung von Zwangsarbeitern, die aber nach Kriegsende exhumiert und auf dem Waldfriedhof erneut beigesetzt wurden. 
Nach der Befreiung 1945 ging der Friedhof 1951 in den Besitz der Jewish Trust Corporation for Germany mit Sitz in London und 1959 des Landesverbandes der jüdischen Gemeinden Westfalen über. Bereits 1945 hatte das westfälische Oberpräsidium in Münster angeordnet, die jüdischen Friedhöfe wieder instand zu setzen und dazu ehemalige Mitglieder der SA heranzuziehen. Ähnliche Anweisungen gab auch der Arnsberger Regierungspräsident aus. 
Tatsächlich kam es in Arnsberg zu einer Wiederherstellung des Geländes. Ein Gedenkstein wurde im Rahmen der Woche der Brüderlichkeit 1973 enthüllt. Alljährlich gedenken die Bürger der Stadt anlässlich des Gedenkens an die Reichspogromnacht von 1938 den Arnsberger Opfern des Holocaust. Dabei werden auch die Namen und Lebensdaten, der Beruf und das Deportationsziel der Getöteten verlesen.